# Philippe Erulin
Philippe Erulin (Dole, 5 luglio 1932 – Parigi, 26 settembre 1979) è stato un ufficiale francese, comandante del 2e Régiment étranger de parachutistes, noto per aver diretto con successo la liberazione degli ostaggi nella battaglia di Kolwezi, durante l'intervento militare francese contro i ribelli del Katanga in Zaire.

## Carriera

### Ufficiale al 1° RCP
Uscito dall'École spéciale militaire de Saint-Cyr nel 1954, seguì i corsi dell'École d’application de l’infanterie fino al gennaio 1955.
È stato effettivo al 1er Régiment étranger de cavalerie dal 1954 al 1959, con il grado di tenente.
Con il suo reggimento alla Guerra d'Algeria e all'Opération Mousquetaire.
In Algeria ha diretto una sezione che ha combattuto soprattutto in Cabilia e sui Monti dell'Awrās, durante questi combattimenti fu ferito anche gravemente.
Alla fine della campagna venne fatto cavaliere della Legion d'onore a 26 anni.

### Comandante del 2° REP
Il 9 luglio 1976, Philippe Erulin prende il comando del 2e Régiment étranger de parachutistes a Calvi con il grado di colonnello.
Nel 1978 diventa Chef de corps del reggimento.
Il 17 maggio il presidente Valéry Giscard d'Estaing decide di autorizzare un'operazione militare in Zaire contro i ribelli katanghesi che compivano massacri e prendevano ostaggi.
Il reggimento si mosse dalla Corsica il 19 maggio 1978, passando in transito da Kinshasa. Alla testa di 700 paracadutisti, su Kolwezi. La città che in quel momento accoglieva circa 2000 civili (principalmente francesi e belgi, venne liberata dopo violenti combattimenti. Le perdite per i legionari furono di 5 uomini, 20 i feriti.
Philippe Erulin morì l'anno seguente, il 26 settembre 1979, a causa di un aneurisma cerebrale, lasciando la moglie e 3 bambini.

### Stato di servizio
- 29 settembre 1952 - promozione all'Union française dell’ESMIA
- 1º febbraio 1953 - caporale
- 1º aprile 1953 - sergente
- 1º ottobre 1954 - sottotenente
- ottobre 1959 aprile 1960 - École nationale des sous-officiers d'active|École d’application de l’infanterie de Saint-Maixent (1° cp c- 2° sec)
- 20 gennaio 1955 - effettivo al 1er régiment de chasseurs parachutistes
- 1º ottobre 1956 - tenente
- 1º aprile 1961 - capitano
- 1º giugno 1962 - diventa Comandante 6e compagnie du 153e régiment d’infanterie motorisé
- 1963-1964 - Comandante 1re compagnie du 153e régiment d'infanterie mécanisée a Mutzig
- 1º luglio 1968 - Chef de bataillon
- 1º ottobre 1973 - tenente colonnello
- 1º luglio 1976 - colonnello
- 1º luglio 1976 - diventa Comandante del 2e Régiment étranger de parachutistes

## Decorazioni
- Commandeur de la Légion d'honneur

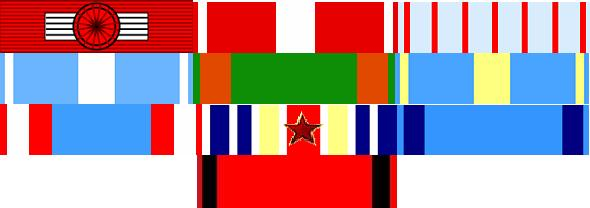
Décorations du Colonel Erulin

- Croix de la Valeur militaire con 4 citazioni
- Croix du combattant
- Médaille d’Outre-mer per la campagna nello Zaire
- Chevalier dans l'ordre du Mérite agricole
- Médaille commémorative du Moyen-Orient (1956)
- Médaille commémorative des opérations de sécurité et de maintien de l'ordre en Afrique du Nord (1958) per la campagna in Algeria
- Insigne des blessés militaires (2)
- Médaille de bronze de la Jeunesse et des Sports
- Croix de la bravoure militaire zaïroise avec palme

| Controllo di autorità | VIAF (EN) 6146824999507631435 |